# Йоганна Будвіґ
Йоганна Будвіґ (нім. Johanna Budwig; 30 вересня 1908, Ессен, Німеччина — 19 травня 2003, Фройденштадт, Німеччина) — німецька біохімік, фармаколог та дієтолог, винахідниця та диякон.
На основі власних досліджень жирних кислот Будвіґ розробила дієту, яка, за її переконаннями могла бути корисною для боротьби з раком. Водночас не існує наукових підтверджень, що ця чи інші дієти альтернативної медицини є дієвими. При цьому дієта, яку запропонувала Йоганна Будвіґ, може бути шкідливою для здоров'я, тому її не рекомендовано дотримуватись без лікарських настанов.